# Hasan Shariatmadari
Hassan Schariatmadari (* 1947, persisch حسن شریعتمداری Ḥasan Scharīʻatmadārī) ist ein iranischer Oppositionspolitiker. Er ist der Führer der von seinem Vater, dem Ajatollah Kasem Schariatmadari, gebildeten Partei der Muslimischen Volksrepublik (حزب جمهوری خلق مسلمان ایران  / Hezb-e Dschomhuri-ye Chalq-e Mosalman), die im Iran aufgelöst wurde.
Er war einer der 138 Unterzeichner des offenen Briefes Ein gemeinsames Wort zwischen Uns und Euch (englisch A Common Word Between Us & You), den Persönlichkeiten des Islam an „Führer christlicher Kirchen überall“ (englisch „Leaders of Christian Churches, everywhere […]“) sandten (13. Oktober 2007).
Schariatmadari lebt in Hamburg, ist verheiratet und hat drei Kinder.

## Video
- Hassan Shariatmadari, مرگ قطب زاده و حزب توده (Mitrochin-Archiv) – youtube.com
- VOA News Interview with Fakhteh Zamani & Hasan Shariatmadari – youtube.com